# Juror No. 2
Juror No. 2 (alternativt skriven som Juror #2) är en amerikansk thrillerfilm i regi av Clint Eastwood, samt med manus skrivet av Jonathan Abrams. I rollerna syns Nicholas Hoult, Toni Collette, J.K. Simmons, Chris Messina, Zoey Deutch, Cedric Yarbrough och Kiefer Sutherland.

## Handling
Filmens handling kretsar kring familjemannen Justin Kemp, som under tiden som han är delaktig i en väldigt viktig och högprofilerad mordrättegång, inser att han kan ha varit en bidragande orsak till dess inblandade offers död.

## Rollista
| Nicholas Hoult     | – Justin Kemp            |
| Toni Collette      | – Faith Killebrew        |
| J.K. Simmons       | – Harold                 |
| Chris Messina      | – Eric Resnik            |
| Zoey Deutch        | – Allison "Ally" Crewson |
| Cedric Yarbrough   | – Marcus                 |
| Kiefer Sutherland  | – Larry Lasker           |
| Gabriel Basso      | – James Michael Sythe    |
| Francesca Eastwood | – Kendall Carter         |
| Leslie Bibb        | – Denice Aldworth        |
| Amy Aquino         | – Thelma Hollub          |